# Emanuele Merisi
Emanuele Merisi (ur. 10 października 1972 w Treviglio) – włoski pływak specjalizujący się w stylu grzbietowym, medalista olimpijski.
Jego największym sukcesem jest brązowy medal olimpijski na Igrzyskach Olimpijskich w 1996 r. w Atlancie na dystansie 200 m stylem grzbietowym. Wielokrotnie zdobywał również medale Mistrzostw Europy.
25 lipca 2000 r. w Rzymie został odznaczony Orderem Zasługi Republiki Włoskiej.

## Odznaczenia
- Order Zasługi Republiki Włoskiej (25 lipca 2000 r., Rzym)